# Вакуумная камера

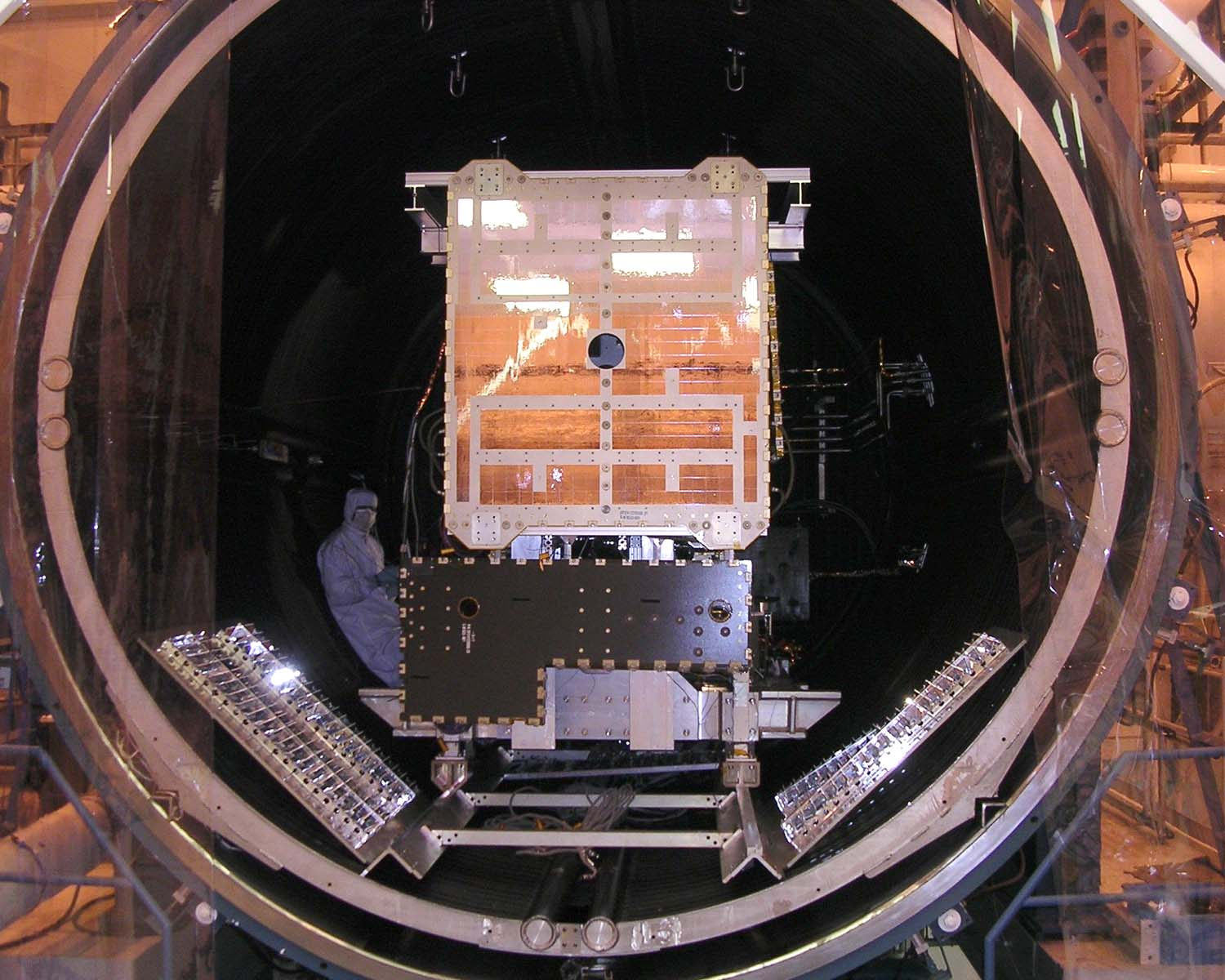
Подготовка испытания космического аппарата Dawn в огромной вакуумной камере, NASA.

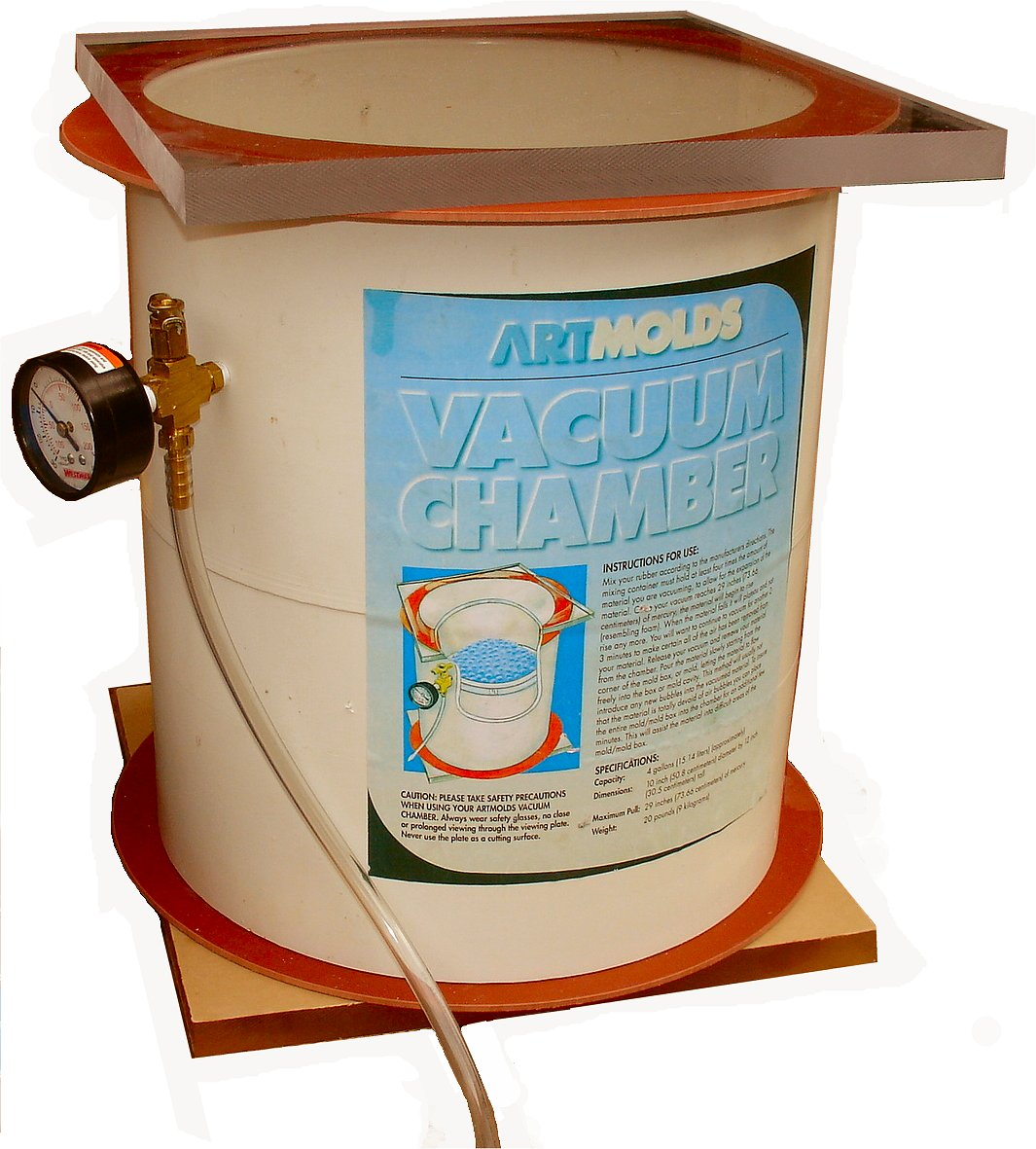
Небольшая вакуумная камера для деаэрации каучука и смол

Ва́куумная ка́мера — ограниченный объём, в котором создаётся вакуум. По качеству вакуума, по назначению камер их устройство может быть самым разнообразным.

## Применение
- Широко применяются вакуумные камеры большого объёма, но с низким вакуумом для сушки материалов, например, древесины.
- Вакуумные камеры используются для испытания космических аппаратов.
- Эксперименты по удержанию плазмы, получению антиматерии и другие, где частицы не должны взаимодействовать с веществом, проводятся в вакуумной камере.
- Вакуумная камера — неотъемлемая часть ускорителей заряженных частиц: для того, чтобы пучок частиц не рассеивался, необходим высокий вакуум.

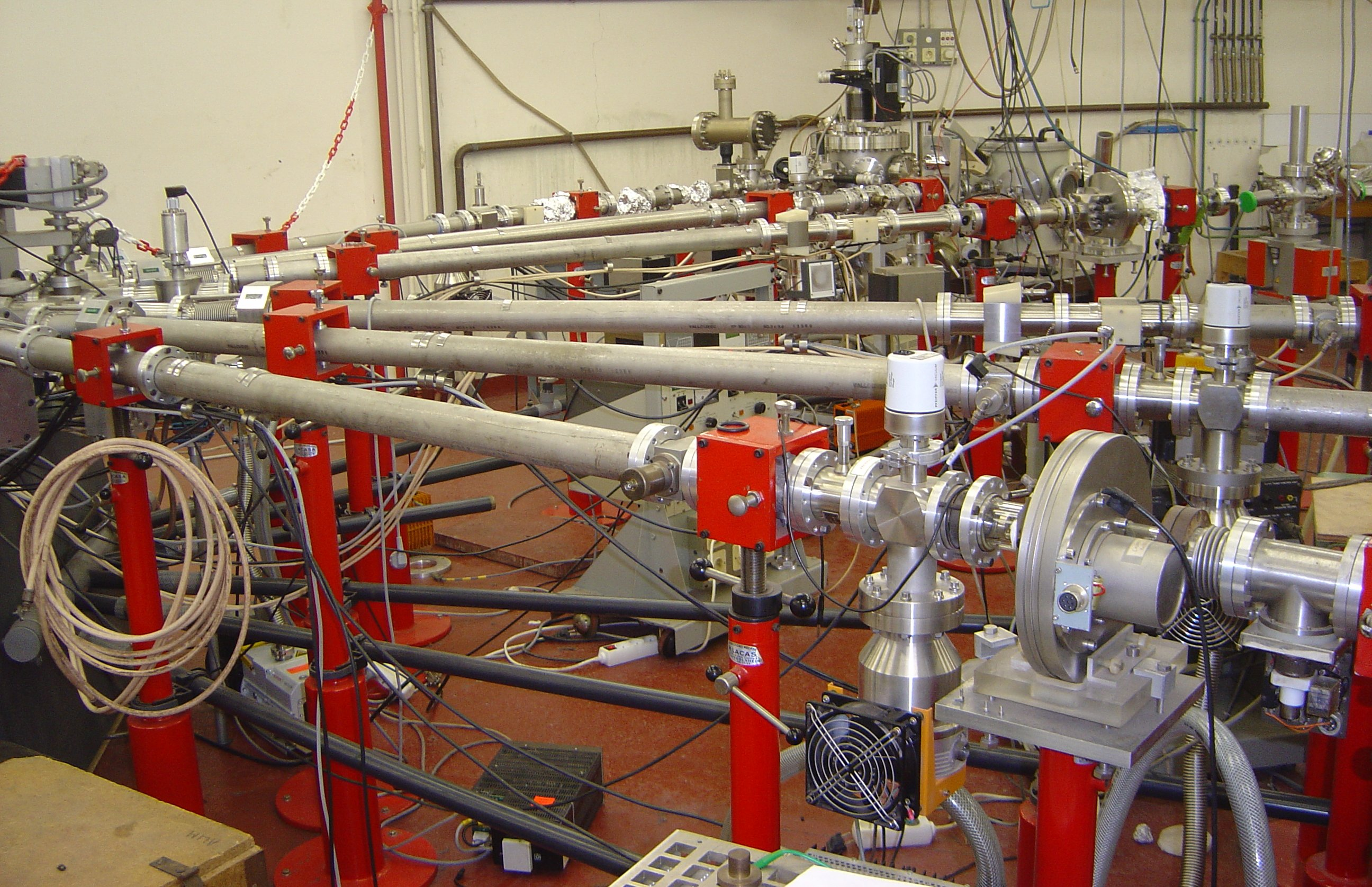
Вакуумные камеры каналов транспортировки пучков заряженных частиц в подвале кампуса Jussieu Университета Пьера и Марии Кюри, Париж.

## Материалы
Если необходимо получение высокого вакуума, для изготовления камеры используются металлы (нержавеющая сталь, медь, бронза, титан, алюминий) или керамика. Для того, чтобы снизить газоотделение, после сборки камеры и первичной откачки камера прогревается.

## Соединения
Для соединения частей вакуумной камеры друг с другом используются вакуумные фланцы, которые могут быть как разъёмными с уплотнениями, так и сварными. Если камера подвергается значительному нагреву или механическим деформациям, между частями камеры устанавливаются вакуумные сильфоны.